# Ямницкий, Михаил Сергеевич
Михаил Сергеевич Ямницкий (1899, село Славянка, Павлоградский уезд, Екатеринославская губерния, Российская империя — 1939) — начальник Особого отдела Особой Краснознамённой Дальневосточной армии (ОКДВА), майор государственной безопасности (1937).

## Биография
Родился в еврейской семье маслобойщика. Окончил 2 класса сельской приходской школы. Рабочий-вальцовщик на мельнице в родном селе с 1909 по 1915. Газетчик в Павлограде в 1915.
В царской армии рядовой 54-го Минского полка с августа 1915, рядовой команды пеших и конных разведчиков до 1917. Был ранен и отравлен газами в 1916. Унтер-офицер 40-го запасного пехотного полка в Одессе в 1917. Член РСДРП(б) с мая 1917.
С ноября 1917 служил в штабе Одесской Красной гвардии, участвовал в боях с петлюровцами (начальник группы по обороне вокзала, летучего отряда при комиссаре охраны Одессы, комиссар и командир Лозовского отряда), в Красной Армии (помощник комиссара кавалерии 3-й Революционной армии, комендант штаба Придонского фронта на линии Царицыно-Поворино, комиссар Козловского уезда Московско-Казанской железной дороги, уполномоченный Главкома РККА и РВСР по формированию отряда в Саранском уезде Пензенской губернии, командир Коммунистического отряда 2-й Северо-Восточной армии), командир Коммунистического полка войск ВЧК 2-й армии, уполномоченный прифронтовой ЧК Восточного фронта по подавлению восстаний в Курмышском и Сергачевском уездах (Симбирской и Нижегородской губерний), командир полка в резерве штаба Восточного фронта. В декабре 1918 работал в Военном контроле РВСР в Москве.
С 1919 сотрудник Особого отдела группы Курского направления 13-й армии, начальник Очаковского пункта военного контроля Особого отдела 3-й армии, начальник Елисаветградского пункта военного контроля Особого отдела и начальник карательного отряда ВЧК по ликвидации банд атамана Григорьева, начальник активной части Особого отдела 12-й армии, инспектор управления Особых отделов ВЧК, оперативный работник Харьковской губернской ЧК. С 1920 уполномоченный Особого отдела Чаплинского района по борьбе с махновщиной, начальник участка ЧК на линии Чаплино—Гришино по борьбе с Н. И. Махно, начальник активной части Особого отдела 2-й Конной армии, начальник административно-организационного отделения этой же армии. С 1921 инспектор Особого отдела Юго-Западного фронта, старший инспектор при Особом отделе ВУЧК, начальник кодификационного подотдела Административно-организационного управления ВУЧК. С 1922 начальник дислокационного подотдела Всеукраинской чрезвычайной комиссии (ВУЧК), инспектор при уполномоченном Особого отдела Чёрного и Азовского морей.
С октября 1922 по октябрь 1923 слушатель Высшей пограничной школы ОГПУ. С 1923 по 1929 начальник 19-го Олевского пограничного отряда ОГПУ, начальник 22-го Волочисского пограничного отряда ОГПУ, начальник 24-го Могилёв-Подольского пограничного отряда ОГПУ. С 1929 по 1930 уполномоченный, затем старший уполномоченный Особого отдела Украинского военного округа. С 1930 по 1932 начальник 7-го отделения Особого отдела ГПУ УССР и Украинского ВО. С 1932 по 1934 начальник 7-го отделения Особого отдела ОГПУ СССР, начальник 6-го отделения Особого отдела ОГПУ СССР, помощник начальника УПО и войск ГПУ Полномочного представительства (ПП) ОГПУ по Северо-Кавказскому краю по оперативной части, начальник Черноморского оперативного сектора ГПУ, начальник 32-го пограничного отряда ОГПУ, начальник отдела кадров ПП ОГПУ по Азово-Черноморскому краю. С 1934 по 1937 начальник отдела кадров Управления НКВД Азово-Черноморского края, начальник Экономического отдела (ЭКО) Управления государственной безопасности (УГБ) УНКВД Азово-Черноморского края, начальник ЭКО УГБ УНКВД Западной области, начальник Контр-разведывательного отдела (КРО) УГБ УНКВД Западной области, начальник 3-го отдела УГБ УНКВД Западной области, начальник 3-й части 2-го отделения ГУГБ НКВД СССР, начальник 3-го отделения 2-го отдела ГУГБ НКВД СССР, помощник начальника 2-го отделения ГУГБ НКВД СССР, начальник отделения по охране Дипломатического корпуса 2-го отдела ГУГБ НКВД СССР, начальник отделения 5-го отдела ГУГБ НКВД СССР. С 1937 по 1938 помощник начальника 5-го отделения ГУГБ НКВД СССР, начальник 3-го отделения 2-го управления НКВД СССР.
С 13 июня 1938 заместитель начальника Управления НКВД Дальневосточного края, заместитель начальника Особого отдела НКВД ОКДВА. Арестован 6 ноября 1938. Расстрелян по приговору ВКВС СССР 26 февраля 1939 в день вынесения приговора. Лишён орденов по Указу Президиума Верховного Совета СССР 10 июня 1940. Не реабилитирован (как активный участник репрессий в РККА в 1937—1938).

### Звания
- капитан государственной безопасности, 25.12.1935;
- майор государственной безопасности, 21.09.1937.

### Награды
- знак «Почётный работник ВЧК—ГПУ (V)» № 436, ноябрь 1927;
- орден Красной Звезды, 22.07.1937;[3]
- орден «Знак Почёта», 22.02.1938;[4]
- медаль «XX лет РККА», 15.10.1938.